# Dorcatragus
Dorcatragus là một chi động vật có vú trong họ Bovidae, bộ Artiodactyla. Chi này được Noack miêu tả năm 1894. Loài điển hình của chi này là Oreotragus megalotis Menges, 1894.

## Các loài
Chi này gồm các loài: